# Mudança
Uma mudança ou transformação pressupõe uma alteração de um estado, modelo ou situação anterior, para um estado, modelo ou situação futuros, por razões inesperadas e incontroláveis, ou por razões planejadas e premeditadas.
Mudar envolve, necessariamente, capacidade de compreensão e adoção de práticas que concretizem o desejo de transformação. Isto é, para que a mudança aconteça, as pessoas precisam estar sensibilizadas por ela.
Perceber a dinâmica das mudanças é uma necessidade. Viver atualizado é uma questão de sobrevivência e uma maneira de visualizar melhor o futuro, já que os novos tempos exigem uma nova postura de pensamento. Existe um mundo que está acabando e outro que está começando e as pessoas, naturalmente, costumam lidar com isso de maneira defensiva, com temor ou rejeição, na maioria das vezes.
Mesmo pessoas mais esclarecidas e atualizadas revelam-se surpresas com as mudanças sociais, políticas, econômicas, tecnológicas, culturais, ecológicas, etc., que acontecem ao longo da vida. Essas transformações fazem com que a vida não seja um caminho linear em que as pessoas percorram livres e desimpedidas.